# Róna László (orvos)
Róna László (Nagyvárad, 1925. június 3. –) erdélyi magyar orvos, szakíró.

## Életútja
Szülővárosában a Kecskeméti Lipót Fiúlíceumban érettségizett (1943), egyetemi tanulmányait a Marosvásárhelyi Orvosi és Gyógyszerészeti Egyetem Általános Orvosi Karán érdemdiplomával végezte (1951). Már diákkorában a kórbonctani és törvényszéki orvostani tanszéken gyakornok. 1955-től a marosvásárhelyi 1. számú belgyógyászati klinikán tanársegéd, majd adjunktus, előadótanár (1979–86). A klinika keretében 1973-ban megalapította a gasztro-enterológiai részleget. Az orvostudományok doktora (1963), főorvos (1979). Tanulmányúton volt a Német Szövetségi Köztársaságban (1971) és az Amerikai Egyesült Államokban (1981). 1986-ban Békéscsabára telepedett át.

## Munkássága
Tudományos tevékenysége főleg a hasi betegségek, kisebb mértékben a vérképzőszervek megbetegedéseinek kutatására terjedt ki. Dolgozatokat közölt hazai (Orvosi Szemle-Revista Medicală, Medicina Internă, Viața Medicală, Spitalul) és német (Ärztliche Praxis, Internist) szaklapokban.
Magyar és román nyelvű kőnyomatos jegyzetek (Törvényszéki orvostan. Marosvásárhely 1951; Általános kórbonctan. II. Marosvásárhely 1952; Részletes kórbonctan. I-II. Marosvásárhely 1953–54; Belgyógyászati diagnosztika. II. Marosvásárhely 1957) társszerzője; első szerzője a Belgyógyászat (Cardiologia, Gastro-enterologia, Haematologia. Marosvásárhely 1978) című jegyzetnek.
Nyomtatásban megjelent munkái (társszerzőként): Probleme de morfopatologie (1953); Idült hepatitis (1957).